# Římskokatolická farnost Únanov
Římskokatolická farnost Únanov je územní společenství římských katolíků s farním kostelem svatého Prokopa ve znojemském děkanství.

## Historie farnosti

### Plaveč
O Plavečské rotundě stojí v areálu dnešního zámku je zmínka z roku 1234, vystavěna však byla zřejmě již ve 12. století. Dlouhou dobu sloužila rotunda jako soukromá kaple v místní tvrzi. Zpřístupněna ostatním lidem byla až po husitských válkách. 

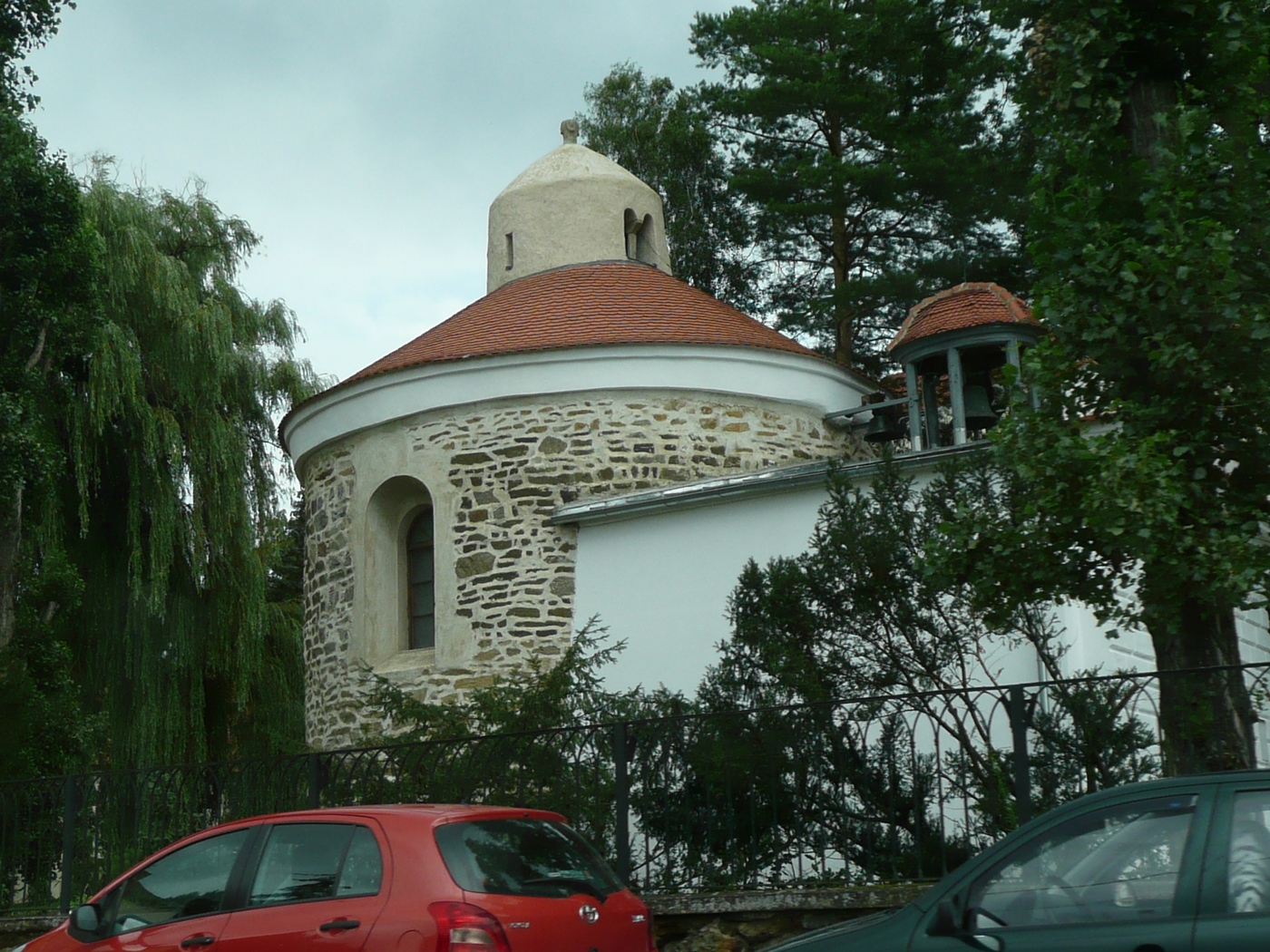
rotunda v Plavči

### Únanov
První písemná zpráva o únanovském kostele a samostatné duchovní správě pochází z roku 1346, čemuž napovídá i ryze gotický sloh stavby, který se dochoval v presbytáři kostela a v dolní části věže. Nejstarší část kostela spolu s presbytářem je z lomového kamene, pouze klenební žebra a ostění oken jsou z kamene tesaného.
Kdy a jak byla založena zdejší fara, nelze ze žádných listin dostatečně určit. V prvních písemných památkách z roku 1227, 1287 a ani v dochované listině z roku 1307 není zmínky o únanovské faře. Lze se proto domnívat, že byla zřízena až pozdějším zásahem města Znojma a jeho představitelů katolické církve, neboť první zmínka o únanovském faráři je až z roku 1346. V této listině se vzpomíná farář Jan z Únanova, o kterém se mluví i v dalších dokumentech z 9. prosince 1354 a 1. října 1370.

## Duchovní správci
Od 15. srpna 2012 je administrátorem excurrendo R. D. Mgr. Stanislav Váša.

## Bohoslužby
| Kostel          | Místo  | Bohoslužba (den)       | Hodina                         | Poznámka     |
| --------------- | ------ | ---------------------- | ------------------------------ | ------------ |
| svatého Prokopa | Únanov | neděle pondělí čtvrtek | 8.00 17.00 (zima)/18.00 (léto) | Farní kostel |

## Aktivity ve farnosti
Dnem vzájemných modliteb farností za bohoslovce a bohoslovců za farnosti brněnské diecéze je 21. leden. Adorační den připadá na 29. února.
Ve farnosti se pravidelně koná tříkrálová sbírka, v roce 2015 se při ní vybralo v Únanově 26 804 korun, v Plavči 10 111 korun. V roce 2017 činil její výtěžek 31 127 korun v Únanově a v Plavči 11 115 korun.